# Цюрн, Уника
У́ника Цюрн (нем. Nora Berta Unica Ruth Zürn; 6 июля 1916, Берлин — 19 октября 1970, Париж) — немецкая писательница, художница, скульптор.

## Биография
В 1930-х гг. работала сценаристом, монтажёром, постановщиком рекламных фильмов в берлинском киноконцерне «УФА». В 1942 г. вышла замуж, после войны развелась, дети остались под опекой отца. В 1953 сблизилась в Берлине с Хансом Беллмером, стала его подругой и моделью, переехала с ним в Париж. Познакомилась с Бретоном, Дюшаном, Маном Рэем, Анри Мишо, Максом Эрнстом. После тяжелого аборта (1960 год) несколько раз лечилась от психического расстройства. В 1970 году Беллмер перенёс инсульт, сделавший его практически неподвижным. Вскоре Цюрн в состоянии депрессии попадает в психиатрическую клинику с диагнозом шизофрения. После выхода из больницы, 19 октября 1970 года она кончает с собой, выбросившись с балкона парижской квартиры на улице Плэн (20-й округ).

## Творчество и признание
Наиболее известные произведения писательницы были созданы в 1950-х и 60-х годах. Опубликованные ею тексты включают в себя Hexentete (1954), книгу поэтических анаграмм, сопровождаемых рисунками Уники, а также полуавтобиографический Тёмная весна (Dunkler Frühling, 1967) и Жасминовый человек (Der Mann im Jasmin, 1971), оба из которых приобрели статус культовых в Париже. Часто в рукописях высказывалась крайняя агрессия в отношении женского тела, состоящая, в основном, из внутреннего диалога.
Большинство её зрелых текстов, даже если явно не представляют собой автобиографию, во многом напоминают жизненный опыт автора. «Тёмная весна» — роман, повествующий о недолгой жизни молодой девушки, встречающей на пути своём первые сексуальные фантазии, и опыт, столь фаталистично подобный им, агонизируя и испытывая единичные столкновения с зарождающимся душевным расстройством. В книге присутствуют несколько повторяющихся архетипических персонажей: идеализированный отец, презираемая мать и беспокойная девушка с мазохистскими наклонностями. Поразителен тот факт, что смерть Цюрн кажется предсказанной в тексте, поскольку главная героиня произведения фатальным образом совершает самоубийство, выпрыгивая из окна своей спальни. Посмертно опубликованный «Der Mann im Jasmin», а также расширенная версия «Das Haus der Krankheiten» — это проницательные исследования психического коллапса, в которых подробно описываются психологические переживания Уники и её многочисленные госпитализации. Кошмарная повесть «Die Trompeten von Jericho», дарящая читателю тревожный рассказ о родах, относительно недавно была опубликована на английском языке.
Несмотря на то, что Уника стала автором несколько картин в начале 1950-х годов, в основе своей работы художницы выполнялись в чернилах, карандаше и гуашью. Рисунки представали перед зрителем в виде фантастических миров, точно заселенными воображаемыми растениями, химерами и аморфными гуманоидными формами, иногда с несколькими парами лиц, выходящими из их искаженных тел. Глаза их вездесущи. Живописные произведения пополнялись замысловатыми и часто повторяющимися отметками.
Цюрн — одна из немногих женщин, связанных с движением сюрреалистов; также в него входят: Леонора Каррингтон, Доротея Таннинг, Кей Сейдж, Эйлин Агаp и Леонор Фини.
Анаграмматические стихи Цюрн положены на музыку Изабель Мундри (2002), Альфредо Тизокко (2006).

## Произведения

### Проза
- Hexentexte (1954)
- Die Trompeten von Jericho (1968)
- Dunkler Frühling (1969)
- Der Mann im Jasmin (1977)
- Im Staub dieses Lebens (1980)
- Das Weiße mit dem roten Punkt (1981)
- Das Haus der Krankheiten (1986)
- Les jeux à deux (1989)
- Orakel und Spektakel (1990)
- Lettres au docteur Ferdière (1994, в соавторстве с Х. Беллмером)
- Vacances à Maison Blanche: derniers écrits et autres inédits (2000)

### Сводные издания
- Gesamtausgabe. Bd.1-6. Berlin, 1988—2001

### Каталоги выставок
- Unica Zürn: Aquarelle, Zeichnungen, Radierunge. Hannover, 1967
- Unica Zürn: Bilder 1953—1970. Berlin, 1998
- Unica Zürn. Paris: Panama; Halle Saint-Pierre, 2006

### Публикации на русском языке
- Темная весна/ Пер. и предисл. А.Глазовой. Тверь: Kolonna Publications; Митин журнал, 2006 [кроме заглавной, включает также повести «Жасминовый человек» и «Красная точка на белом фоне»]